# Biserica evanghelică din Sebeș
Ansamblul bisericii evanghelice din Sebeș este un ansamblu de monumente istorice aflat pe teritoriul municipiului Sebeș.
Ansamblul este format din următoarele monumente:
- Biserica evanghelică (cod LMI AB-II-m-A-00355.01)
- Capela "Sf. Iacob" (cod LMI AB-II-m-A-00355.02)
- Casa parohială evanghelică, azi casa clopotarului (în substrucții turn și vechea capelă "Sf. Iacob") (cod LMI AB-II-m-A-00355.03)
- Zid de incintă (cod LMI AB-II-m-A-00355.04)

## Biserica evanghelică

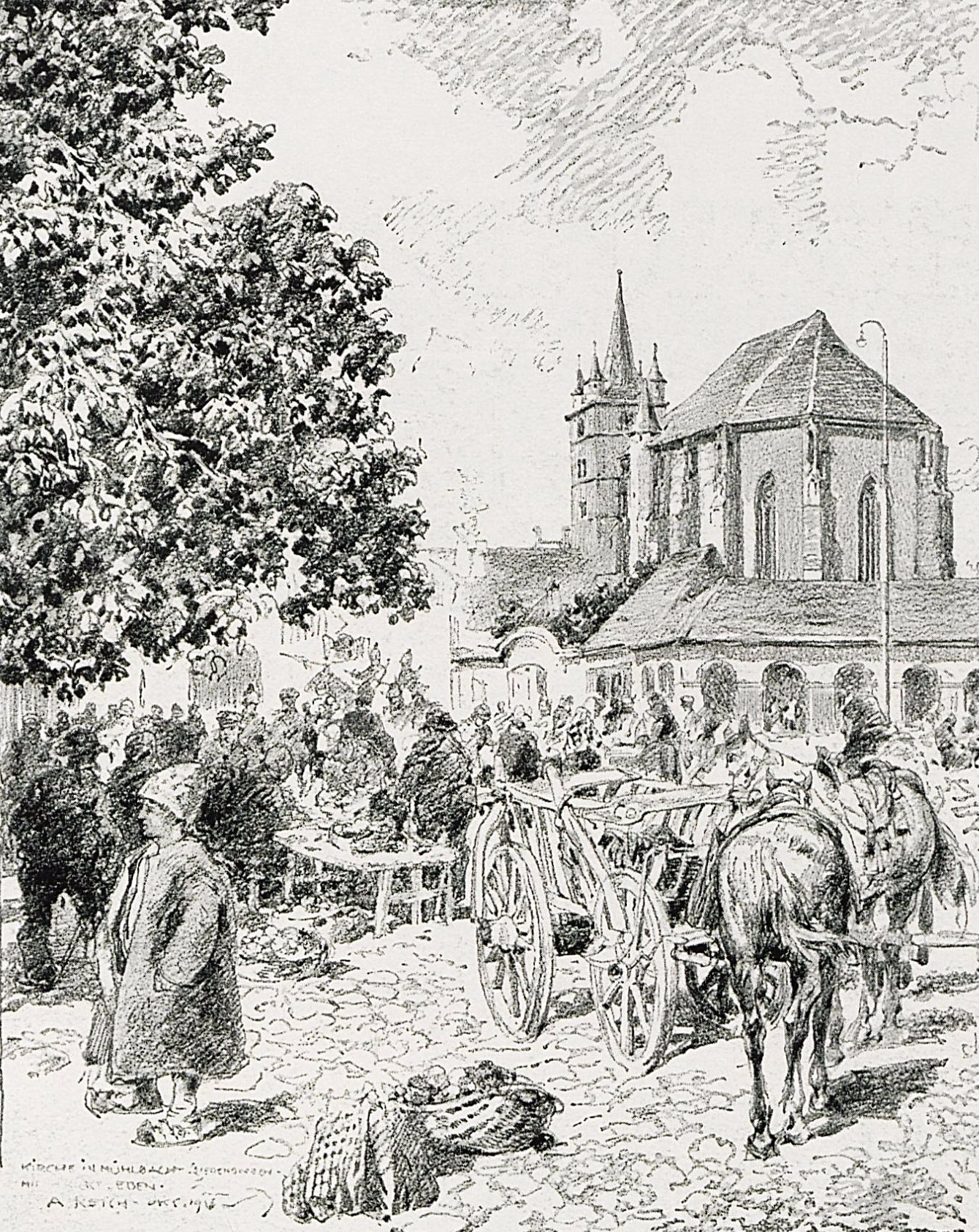
Gravură de Albert Reich, 1916

Bazilică romanică, începutul secolului al XIII-lea, cu trei nave, cor pătrat cu absidă semicirculară. În 2/4 sec. 13 extinsă cu două travee spre vest. Tot atunci a început construcția a două turnuri pe vest și a celor două capele care încadrau corul. Pe la 1255 biserica a fost transformată în stil gotic timpuriu – nava mediană a primit bolți în cruce, absida a devenit poligonală. Pe la 1370 construirea corului gotic, cu deambulatoriu, terminat pe la 1380. Sacristia terminată în 1383. Cele 2 turnuri de vest nu au mai fost construite, fiind înlocuite cu un turn-clopotniță median, dreptunghiular.
În a doua jumătate a sec. 15 navele laterale au fost lărgite, iar nava mediană a fost supraînălțată. Biserica a devenit un monument ilustrativ pentru goticul transilvănean.
În sec. 18 și 19 au fost adăugate pridvoarele de pe sud, dispărute la restaurare.

## Galerie de imagini

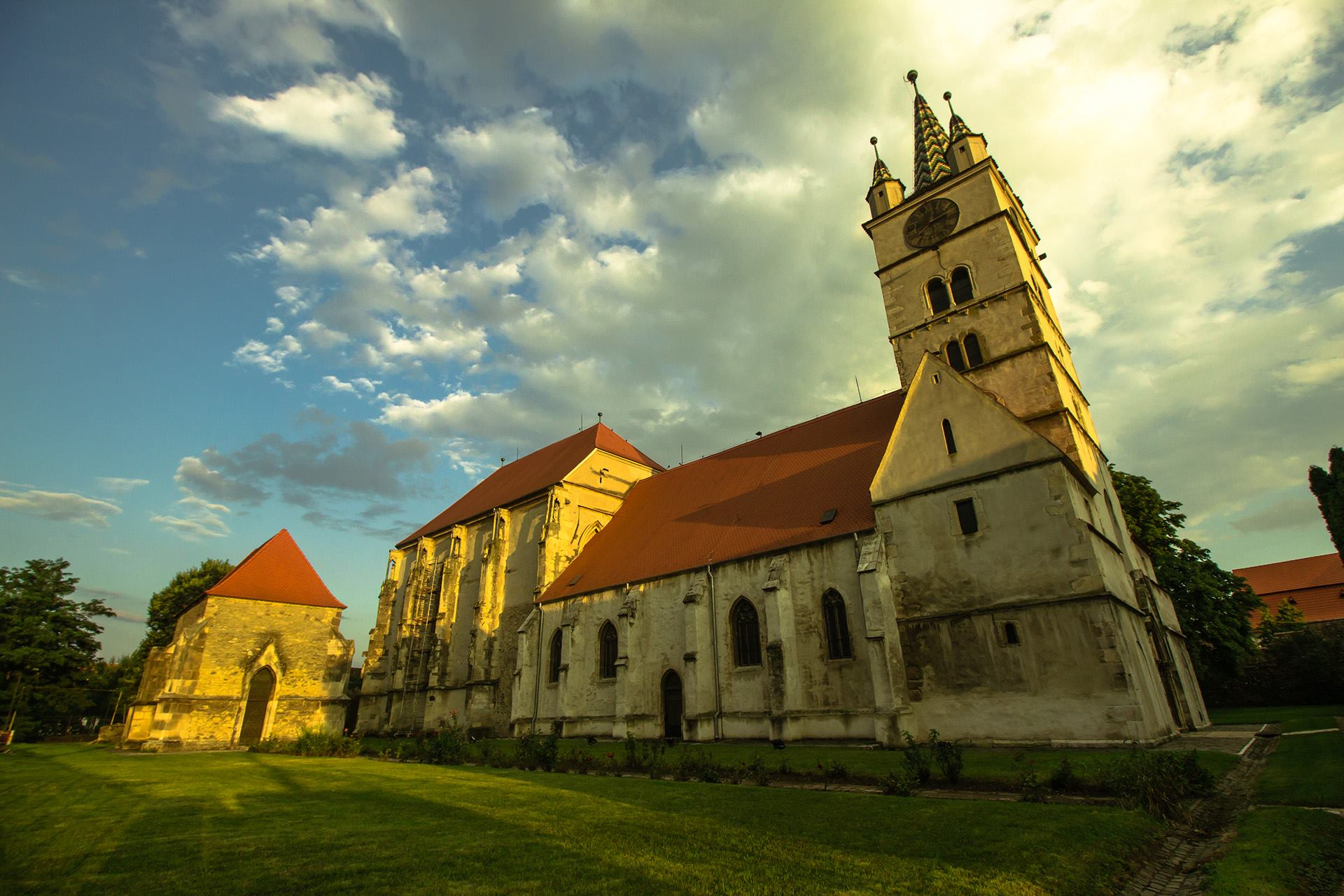
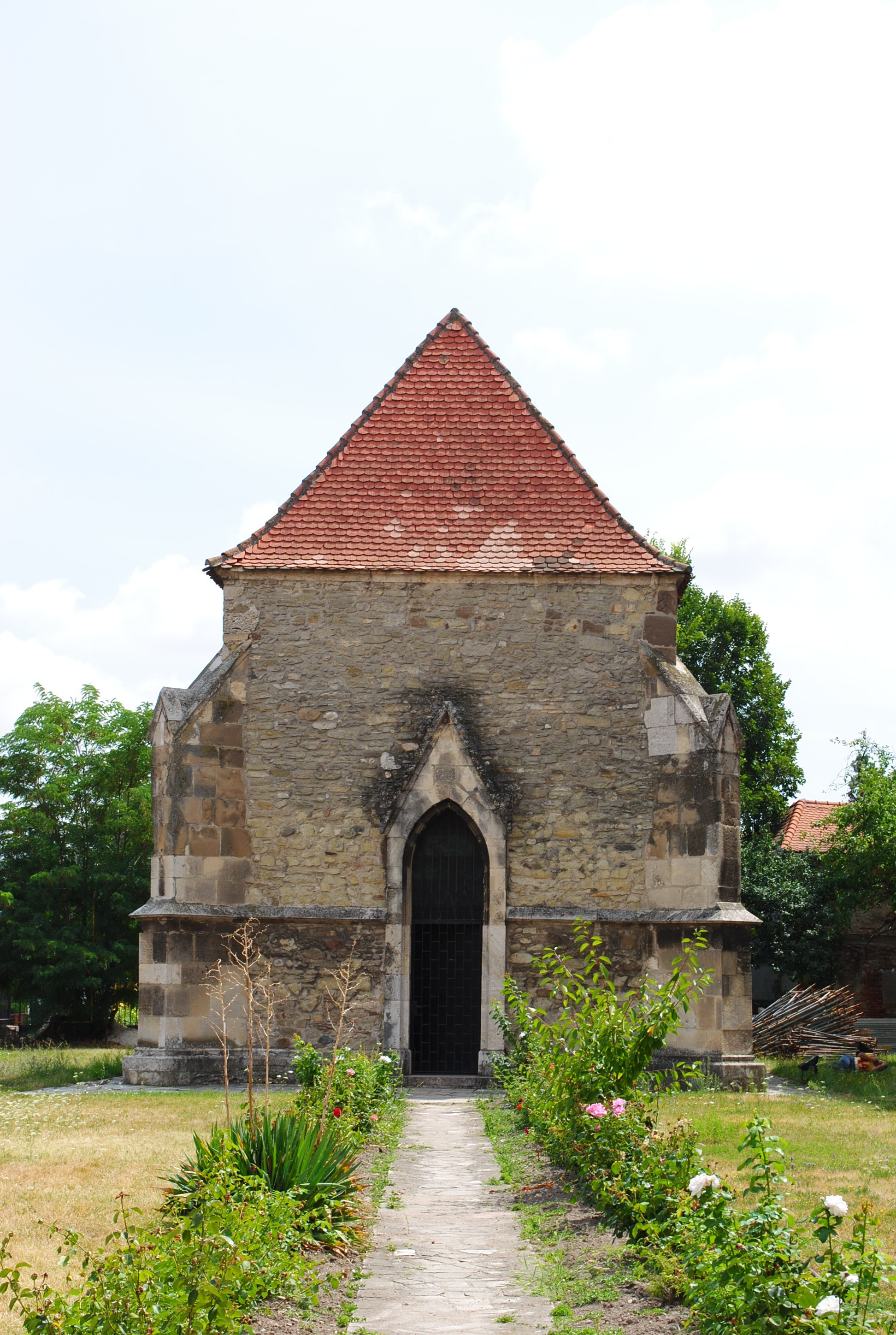
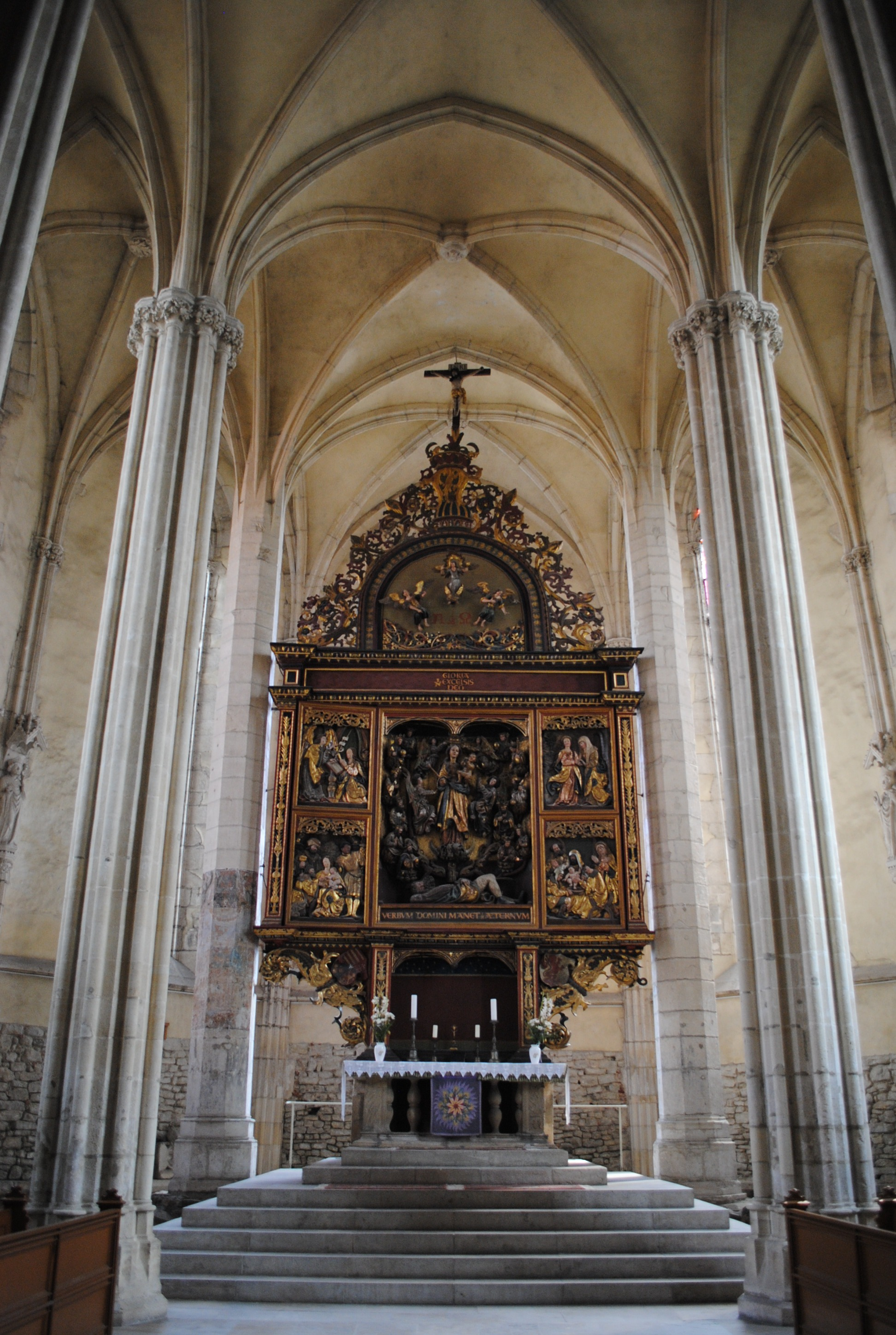
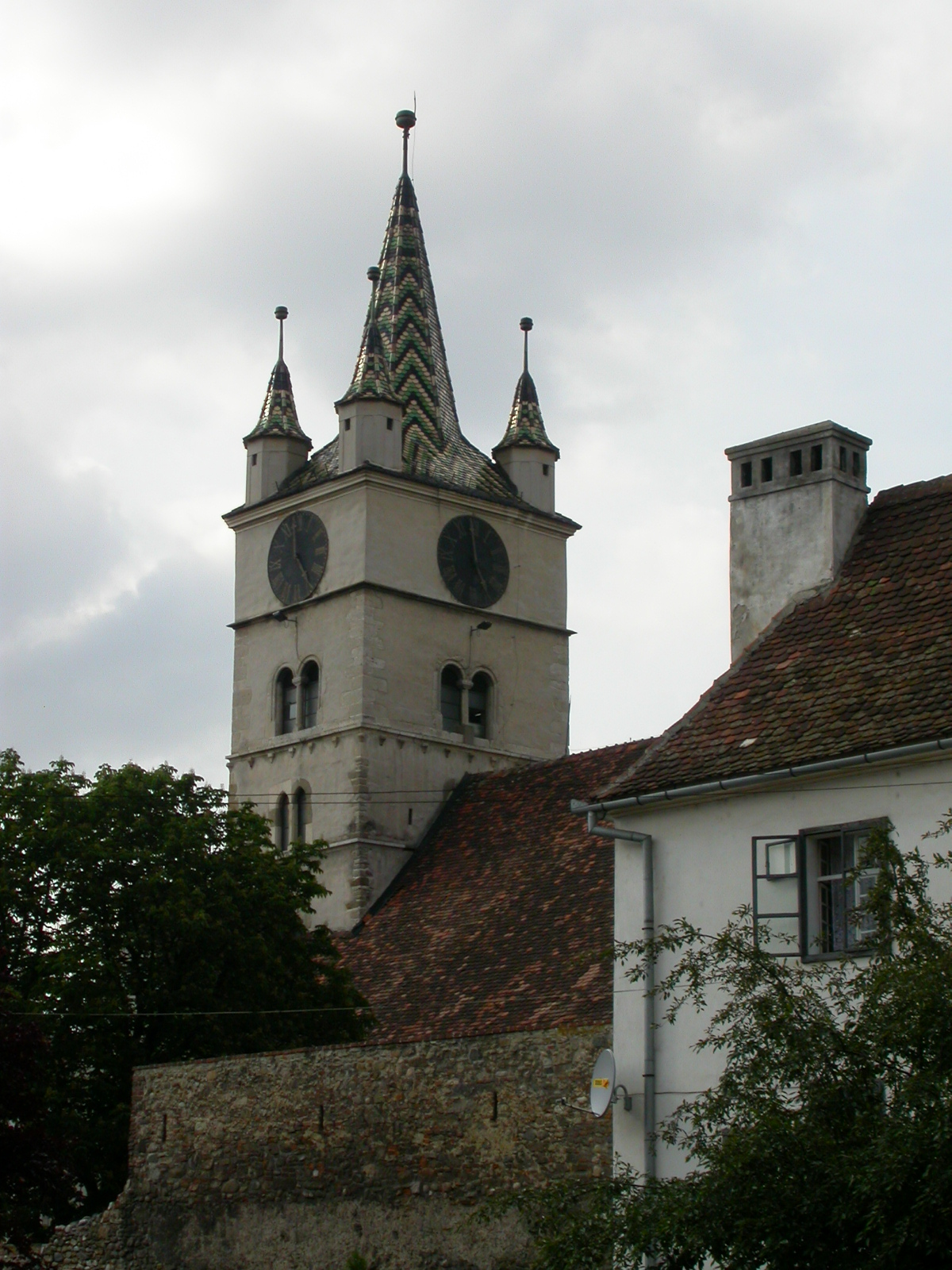
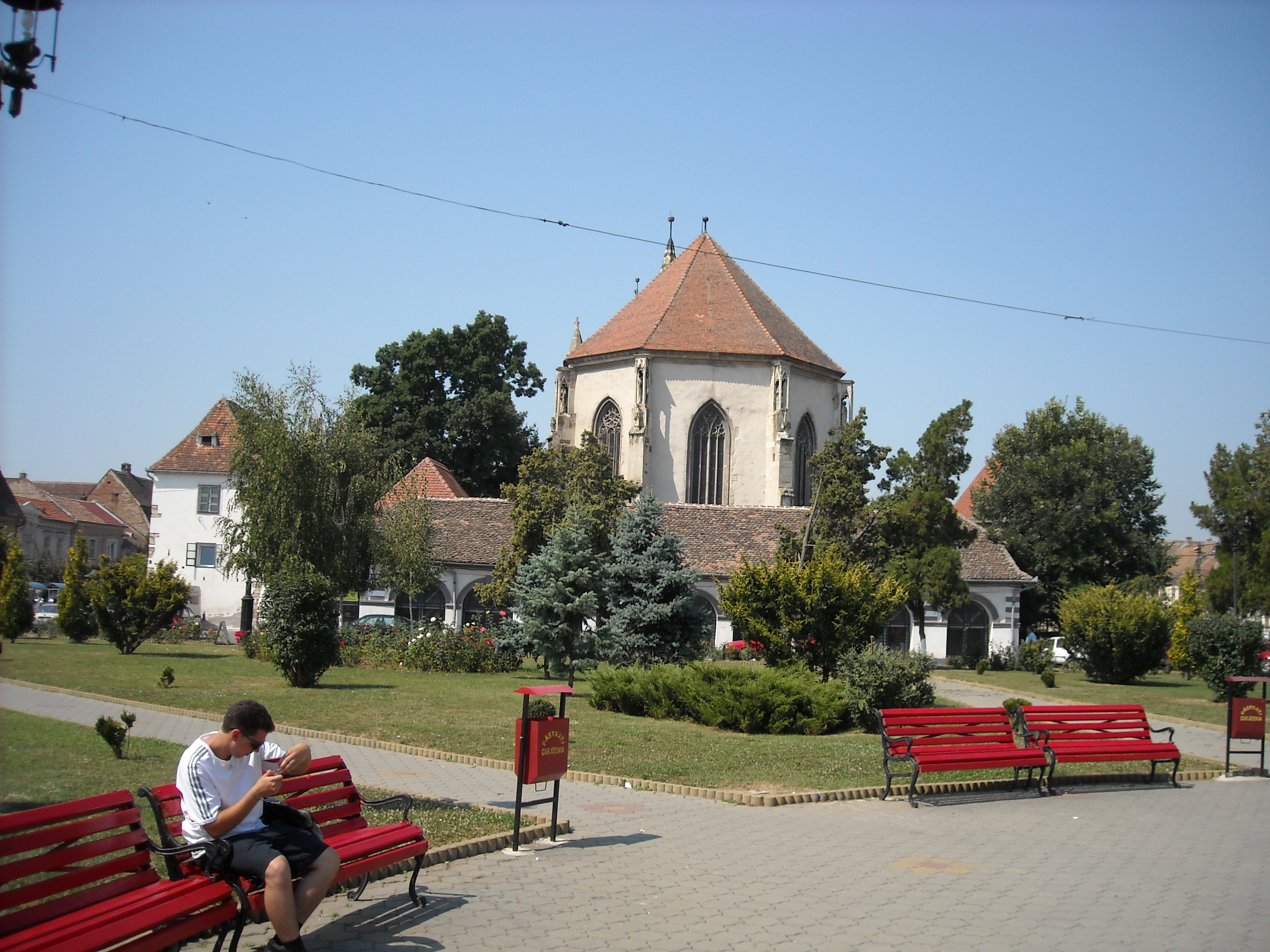
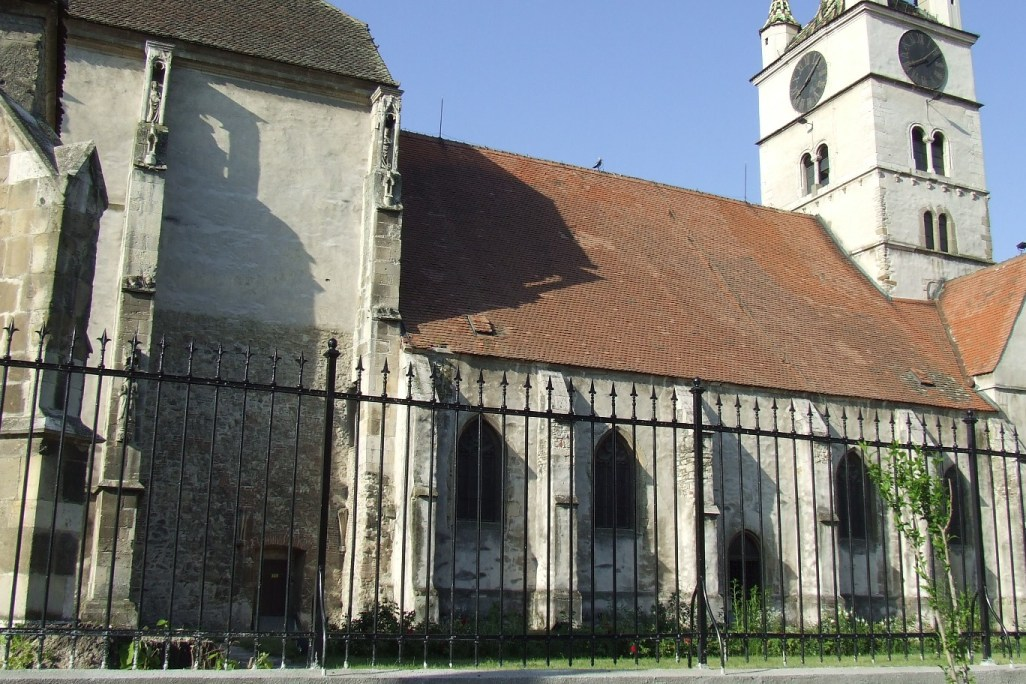
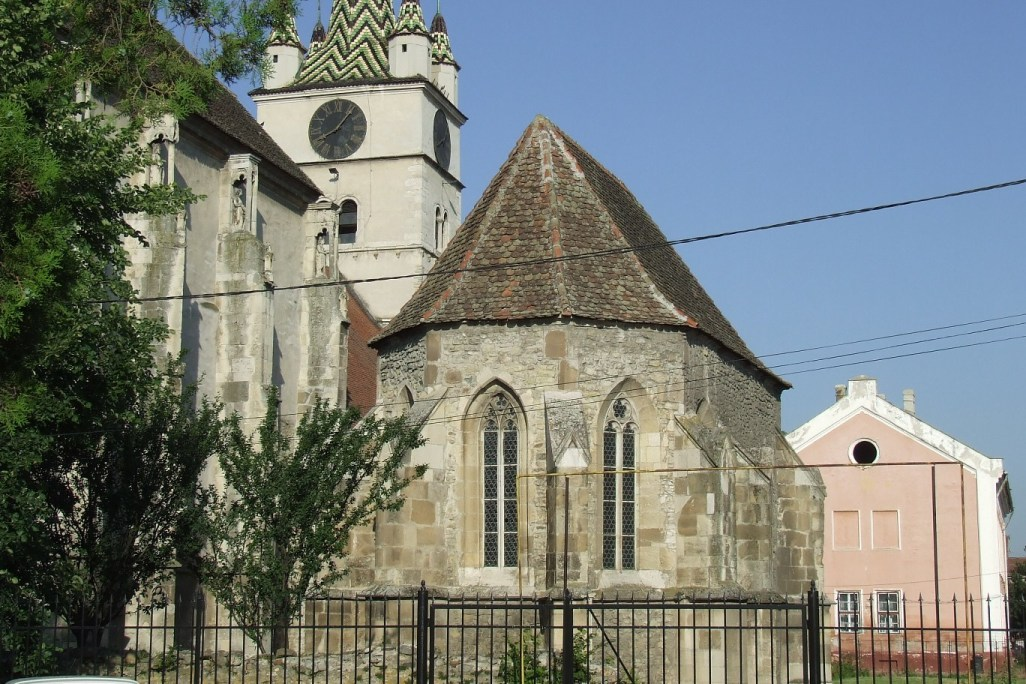